# فرجينيا وايد
فرجينيا وايد (بالإنجليزية: Virginia Wade)‏ (مواليد 10 يوليو 1945 في بورنموث)، هي لاعبة كرة مضرب بريطانية سابقة وكانت تلعب باليد اليمنى بدأت مسيرتها كمحترفة عام 1968، اعتزلت اللعب في 1986. فازت بثلاث بطولات جراند سلام في مسابقات الفردي، وأربعة بطولات جراند سلام في زوجي السيدات. أعلى تصنيف لها في الفردي كان المركز الـ 2 في سنة 1975.

## بطولات حققتها
- دورة رولان غاروس الدولية
- بطولة ويمبلدون
- بطولة أستراليا المفتوحة للتنس
- بطولة أمريكا المفتوحة للتنس

## وصلات خارجية
- فرجينيا وايد على موقع IMDb (الإنجليزية)
- فرجينيا وايد على موقع الموسوعة البريطانية (الإنجليزية)
- فرجينيا وايد على موقع إن إن دي بي (الإنجليزية)
- فرجينيا وايد على موقع قاعدة بيانات الفيلم (الإنجليزية)
- فرجينيا وايد على موقع رابطة محترفات التنس (الإنجليزية)
- فرجينيا وايد على موقع الاتحاد الدولي لكرة المضرب (الإنجليزية)
- فرجينيا وايد على موقع كأس بيلي جين كينغ (الإنجليزية)
- فرجينيا وايد على موقع قاعة مشاهير كرة المضرب الدولية (الإنجليزية)
- فرجينيا وايد على موقع خلاصة التنس.كوم (الإنجليزية)

- الموقع الرسمي